# اکلیزلیار
اکلیزلیار (به لاتین: Eklizlyar) یک منطقه مسکونی در جمهوری آذربایجان است که در شهرستان تووز واقع شده است.